# Tri thức

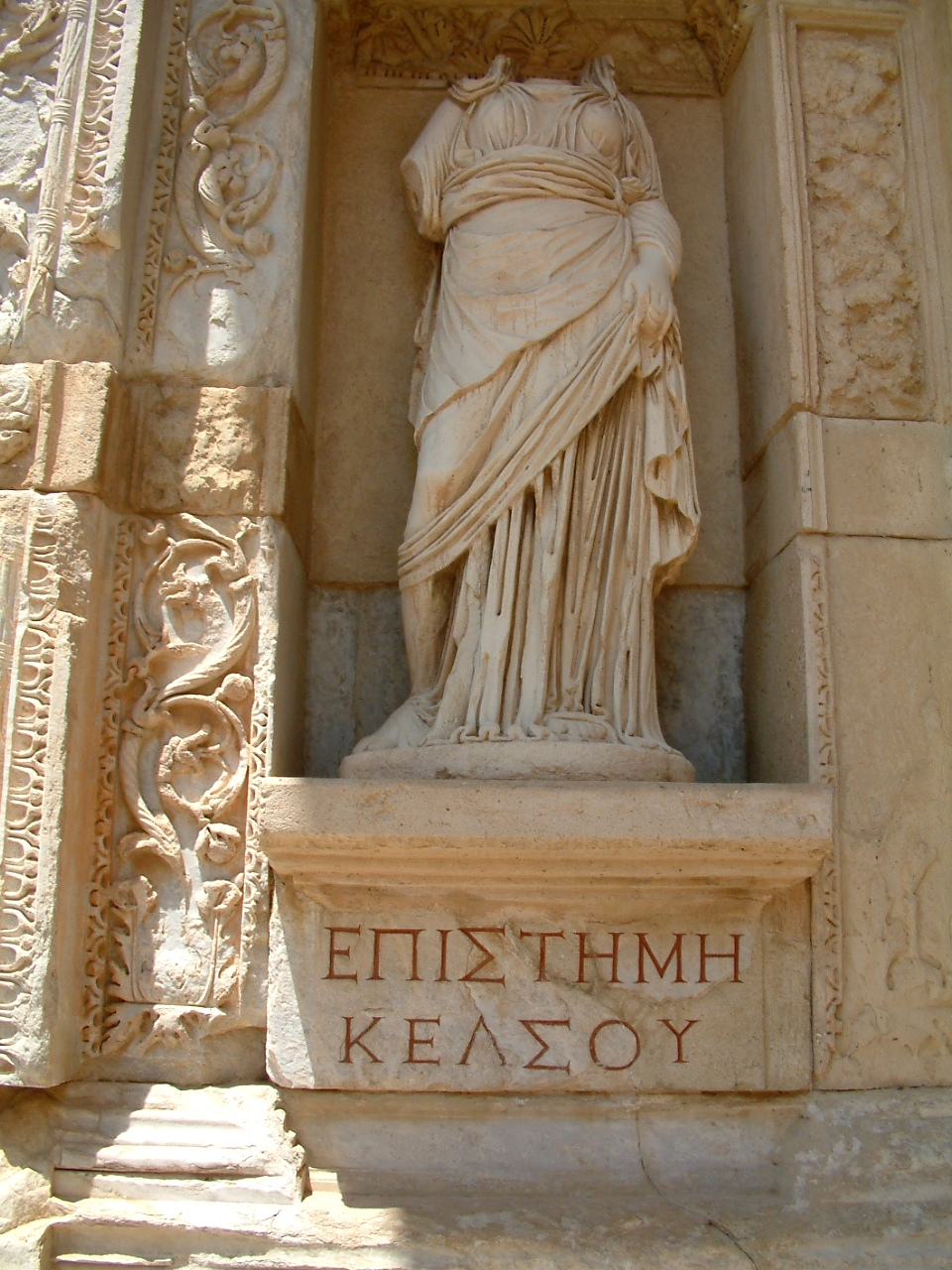
Bức tượng tri thức (tiếng Hy Lạp: Ἐπιστήμη, Episteme) ở Thư viện Celsus, Thổ Nhĩ Kỳ.

Tri thức hay kiến thức (tiếng Anh: knowledge) bao gồm những kiến thức, thông tin, sự hiểu biết, hay kỹ năng có được nhờ trải nghiệm, thông qua giáo dục hay tự học hỏi. Trong tiếng Việt, cả "tri" lẫn "thức" đều có nghĩa là biết. Tri thức có thể chỉ sự hiểu biết về một đối tượng, về mặt lý thuyết hay thực hành. Nó có thể ẩn tàng, chẳng hạn những kỹ năng hay năng lực thực hành, hay tường minh, như những hiểu biết lý thuyết về một đối tượng; nó có thể ít nhiều mang tính hình thức hay có tính hệ thống. Mặc dù có nhiều lý thuyết về tri thức, nhưng hiện không có một định nghĩa nào về tri thức được tất cả mọi người chấp nhận.
Sự thành tựu tri thức liên quan đến những quá trình nhận thức phức tạp: tri giác, truyền đạt, liên hệ, và suy luận. Trong triết học, ngành nghiên cứu về tri thức được gọi là tri thức luận.
Kiến thức có thể đề cập đến một sự hiểu biết lý thuyết hoặc thực tế về một chủ đề. Nó có thể là ẩn (như với kỹ năng thực tế hoặc chuyên môn) hoặc rõ ràng (như với sự hiểu biết lý thuyết về một chủ đề); chính thức hoặc không chính thức; có hệ thống hoặc đặc biệt. Nhà triết học Plato nổi tiếng đã chỉ ra sự cần thiết phải phân biệt giữa kiến thức và niềm tin thực sự trong tác phẩm Theaetetus, khiến nhiều người gán cho ông một định nghĩa về kiến thức là " niềm tin thực sự chính đáng ". Những khó khăn với định nghĩa này được nêu ra bởi vấn đề Gettier đã là chủ đề của cuộc tranh luận rộng rãi trong nhận thức luận trong hơn nửa thế kỷ.

## Lý thuyết về tri thức
Định nghĩa về tri thức là vấn đề tranh luận đang diễn ra giữa các nhà triết học trong lĩnh vực nhận thức luận. Định nghĩa cổ điển, được mô tả nhưng cuối cùng không được Plato tán thành, chỉ định rằng một tuyên bố phải đáp ứng ba tiêu chí để được coi là kiến thức: nó phải được chứng minh, đúng dắn và tin cậy. Một số người cho rằng những điều kiện này là không đủ, như ví dụ vấn đề Gettier bị cáo buộc phải chứng minh. Có một số giải pháp thay thế được đề xuất, bao gồm các lập luận của Robert Nozick cho một yêu cầu rằng kiến thức 'theo dõi sự thật' và yêu cầu bổ sung của Simon Blackburn mà chúng tôi không muốn nói rằng những gì đáp ứng bất kỳ điều kiện nào trong số này 'thông qua một khiếm khuyết, lỗ hổng, hoặc thất bại ' có kiến thức trong đó. Richard Kirkham cho rằng định nghĩa về kiến thức của chúng ta đòi hỏi bằng chứng cho niềm tin cần có sự thật của nó.
Trái ngược với cách tiếp cận này, Ludwig Wittgenstein quan sát, theo nghịch lý Moore, người ta có thể nói "Ông tin điều đó, nhưng không phải vậy", nhưng không phải "Ông biết điều đó, nhưng không phải vậy". Ông tiếp tục lập luận rằng những điều này không tương ứng với các trạng thái tinh thần riêng biệt, mà là những cách nói riêng biệt về niềm tin. Điều khác biệt tai đây không phải là trạng thái tinh thần của người nói, mà là hoạt động mà họ tham gia. Ví dụ, trên tài khoản này, để biết rằng ấm đang sôi không phải ở trong một trạng thái tâm trí cụ thể, mà là để thực hiện một nhiệm vụ cụ thể với tuyên bố rằng ấm đang sôi. Wittgenstein đã tìm cách bỏ qua những khó khăn của định nghĩa bằng cách tìm đến cách "kiến thức" được sử dụng trong các ngôn ngữ tự nhiên. Ông thấy kiến thức là một trường hợp giống với gia đình. Theo ý tưởng này, "kiến thức" đã được xây dựng lại như một khái niệm cụm chỉ ra các tính năng có liên quan nhưng điều đó không được nắm bắt đầy đủ bởi bất kỳ định nghĩa nào.

## Truyền tải tri thức

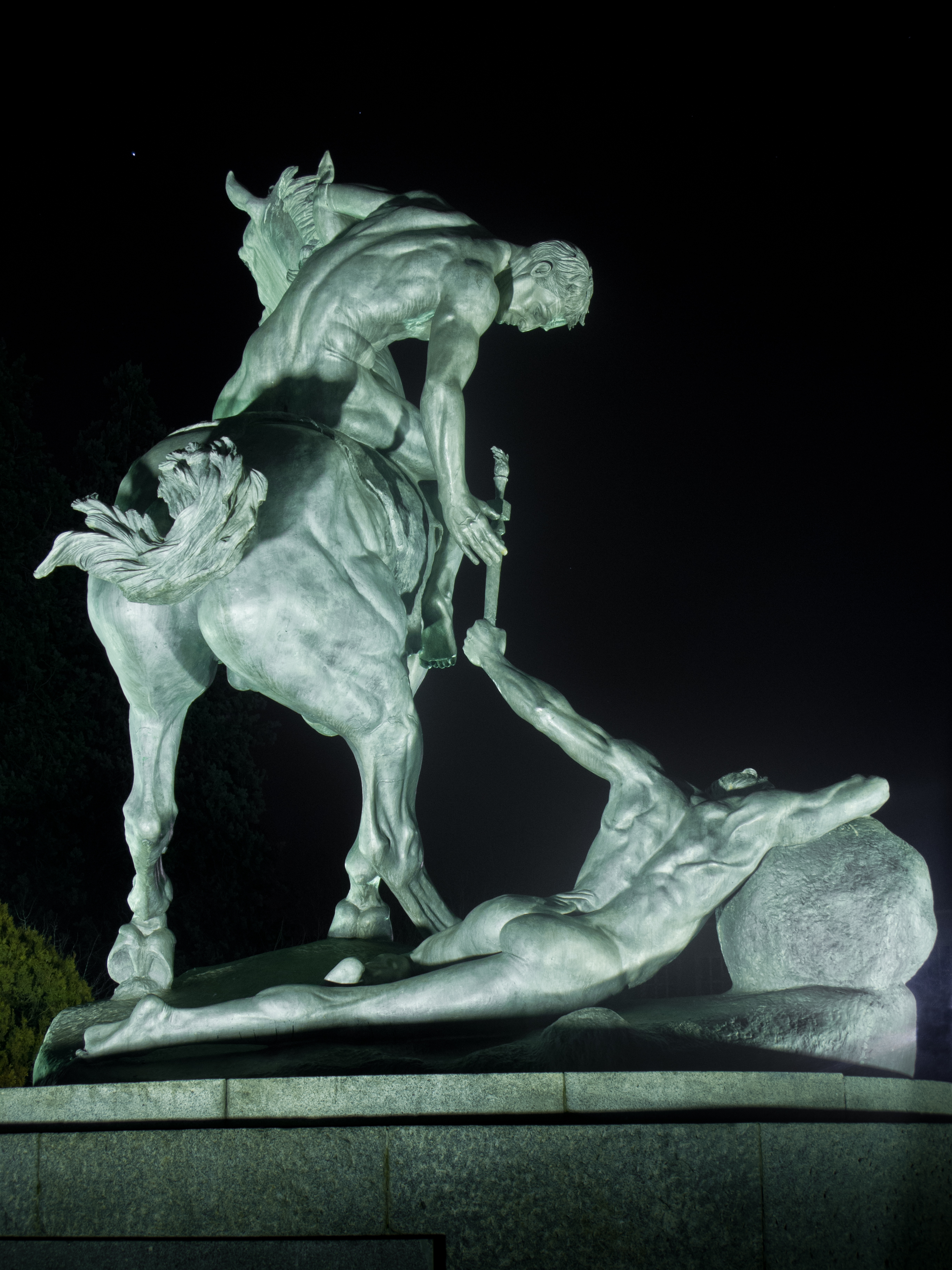
Los portadores de la antorcha (Người cầm đuốc) - Tác phẩm điêu khắc của Anna Hyatt Huntington tượng trưng cho việc truyền giao kiến thức từ thế hệ này sang thế hệ tiếp theo (Công viên quốc gia, Madrid, Tây Ban Nha)

Tiếp thu kiến thức bao gồm các quá trình nhận thức phức tạp; không chỉ nhận thức và lý luận, mà còn giao tiếp.
Các biểu tượng tượng trưng có thể được sử dụng để biểu thị ý nghĩa và có thể được coi là một quá trình động. Do đó việc chuyển giao các đại diện mang tính biểu tượng có thể được xem như là một gán ghép quá trình theo đó kiến thức có thể được chuyển giao. Các hình thức giao tiếp khác bao gồm quan sát và bắt chước, trao đổi bằng lời nói và ghi âm thanh và video. Các nhà triết học về ngôn ngữ và ký hiệu học xây dựng và phân tích các lý thuyết về chuyển giao kiến thức hoặc giao tiếp.
Mặc dù nhiều người đồng ý rằng một trong những công cụ phổ biến và quan trọng nhất để chuyển giao kiến thức là viết và đọc (nhiều cách), tuy nhiên, tranh luận về tính hữu dụng của từ viết vẫn tồn tại, với một số học giả nghi ngờ về tác động của nó đối với xã hội. Trong bộ sưu tập các bài tiểu luận Technopoly, Neil Postman thể hiện lập luận chống lại việc sử dụng văn bản thông qua một đoạn trích từ tác phẩm của Plato Phaedrus (Postman, Neil (1992) Technopoly, Vintage, New York, tr.   73). Trong đoạn trích này, học giả Socrates kể lại câu chuyện về Thamus, nhà vua Ai Cập và Theuth, người phát minh ra chữ viết. Trong câu chuyện này, Theuth trình bày phát minh mới của mình "viết" cho vua Thamus, nói với Thamus rằng phát minh mới của ông "sẽ cải thiện cả trí tuệ và trí nhớ của người Ai Cập" (Postman, Neil (1992) Technopoly, Vintage, New York, tr.   74). Vua Thamus hoài nghi về phát minh mới này và từ chối nó như một công cụ hồi ức hơn là giữ lại kiến thức. Ông lập luận rằng chữ viết sẽ lây nhiễm cho người Ai Cập kiến thức giả vì họ sẽ có thể đạt được các sự kiện và câu chuyện từ một nguồn bên ngoài và sẽ không còn bị buộc phải giữ lại một lượng lớn kiến thức (Postman, Neil (1992) Technopoly, Cổ điển, New York, tr. 74).
Các lý thuyết hiện đại cổ điển về kiến thức, đặc biệt là những lý thuyết thúc đẩy chủ nghĩa kinh nghiệm có ảnh hưởng của nhà triết học John Locke, được dựa hoàn toàn hoặc rõ ràng trên một mô hình của tâm trí giống như ý tưởng với từ ngữ. Sự tương đồng giữa ngôn ngữ và ý nghĩ đã đặt nền tảng cho một quan niệm đồ họa về kiến thức trong đó tâm trí được coi là một cái bàn, một vật chứa nội dung, phải được lưu trữ với các sự kiện được giảm xuống thành chữ, số hoặc ký hiệu. Điều này tạo ra một tình huống trong đó sự liên kết không gian của các từ trên trang mang trọng lượng nhận thức rất lớn, đến nỗi các nhà giáo dục đã rất chú ý đến cấu trúc trực quan của thông tin trên trang và trong sổ ghi chép.
Các thư viện lớn ngày nay có thể có hàng triệu cuốn sách kiến thức (ngoài các tác phẩm hư cấu). Chỉ gần đây, công nghệ âm thanh và video để ghi lại kiến thức đã có sẵn và việc sử dụng chúng vẫn cần thiết bị phát lại và điện. Dạy bằng lời nói và truyền đạt kiến thức chỉ giới hạn ở những người có liên hệ với người truyền hoặc người có thể giải thích công việc bằng văn bản. Viết vẫn là phổ biến nhất và phổ biến nhất trong tất cả các hình thức ghi lại và truyền tải kiến thức. Nó không bị cản trở khi công nghệ tri thức chính của nhân loại được truyền qua các thời đại và cho tất cả các nền văn hóa và ngôn ngữ trên thế giới. 

## Tri thức định vị
Kiến thức định vị là kiến thức cụ thể cho một tình huống cụ thể. Nó được Donna Haraway sử dụng như một phần mở rộng của các phương pháp tiếp cận nữ quyền của "khoa học kế nhiệm" được đề xuất bởi Sandra Harding, một trong đó "cung cấp một tài khoản tốt hơn, phong phú hơn, tốt hơn về một thế giới, để sống tốt và quan trọng, phản xạ quan hệ với thực tiễn thống trị của chính chúng ta cũng như của người khác và các phần bất bình đẳng của đặc quyền và áp bức tạo nên tất cả các vị trí. "  Tình huống này một phần biến khoa học thành một câu chuyện kể, mà Arturo Escobar giải thích là "không phải hư cấu cũng không phải là sự thật." Câu chuyện kể về tình huống này là kết cấu lịch sử được dệt bằng thực tế và hư cấu, và như Escobar giải thích thêm, "ngay cả những lĩnh vực khoa học trung lập nhất cũng là những câu chuyện theo nghĩa này," nhấn mạnh rằng thay vì mục đích coi khoa học là một vấn đề tầm thường, "nó là đối xử (kể chuyện này) theo cách nghiêm túc nhất, không chịu khuất phục trước sự bí ẩn của nó là 'sự thật' hay sự hoài nghi mỉa mai phổ biến đối với nhiều nhà phê bình. " 
Lập luận của Haraway bắt nguồn từ những hạn chế trong nhận thức của con người, cũng như sự quá coi trọng ý thức về tầm nhìn trong khoa học. Theo Haraway, tầm nhìn trong khoa học đã được "sử dụng để biểu thị một bước nhảy vọt ra khỏi cơ thể được đánh dấu và nhìn vào một cái nhìn chinh phục từ hư không." Đây là "cái nhìn khắc họa huyền thoại tất cả các cơ quan được đánh dấu, khiến cho thể loại không được đánh dấu khẳng định sức mạnh để nhìn và không được nhìn thấy, để thể hiện trong khi thoát khỏi đại diện."  Điều này gây ra sự hạn chế về quan điểm ở vị trí của khoa học như một người chơi tiềm năng trong việc tạo ra kiến thức, dẫn đến vị trí "nhân chứng khiêm tốn". Đây là những gì Haraway gọi là "trò lừa thần", hoặc đại diện đã nói ở trên trong khi thoát khỏi đại diện. Để tránh điều này, "Haraway tiếp tục truyền thống tư tưởng, trong đó nhấn mạnh tầm quan trọng của chủ đề về cả trách nhiệm đạo đức và chính trị". 
Một số phương pháp tạo kiến thức, chẳng hạn như thử và sai, hoặc học hỏi từ kinh nghiệm, có xu hướng tạo ra kiến thức có tính tình huống cao. Kiến thức tình huống thường được nhúng trong ngôn ngữ, văn hóa hoặc truyền thống. Sự tích hợp kiến thức tình huống này là một sự ám chỉ đến cộng đồng và những nỗ lực của nó trong việc thu thập các quan điểm chủ quan vào một phương án "quan điểm từ đâu đó". Kiến thức cũng được cho là liên quan đến năng lực thừa nhận ở con người.
Mặc dù các lập luận của Haraway chủ yếu dựa trên các nghiên cứu về nữ quyền, ý tưởng này về các thế giới khác nhau, cũng như lập trường hoài nghi về kiến thức cơ bản có mặt trong các lập luận chính của chủ nghĩa hậu cấu trúc. Về cơ bản, cả hai tranh luận về sự bất ngờ của kiến thức về sự hiện diện của lịch sử; quyền lực, và địa lý, cũng như sự bác bỏ các quy tắc hoặc luật phổ quát hoặc các cấu trúc cơ bản; và ý tưởng về sức mạnh như một đặc điểm di truyền của sự khách quan hóa.

## Tri thức một phần

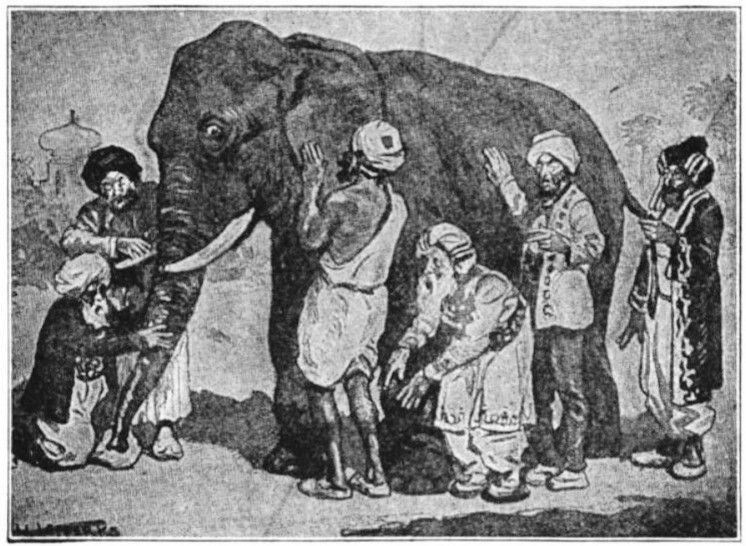
Ngụ ngôn Người mù sờ voi cho thấy mọi người có xu hướng phóng chiếu những trải nghiệm một phần của họ như toàn bộ sự thật

Một môn học của nhận thức luận tập trung vào kiến thức một phần. Trong hầu hết các trường hợp, không thể hiểu một cách thấu đáo một miền thông tin; kiến thức của chúng ta luôn là không đầy đủ hoặc một phần. Hầu hết các vấn đề thực sự phải được giải quyết bằng cách tận dụng sự hiểu biết một phần về bối cảnh vấn đề và dữ liệu vấn đề, không giống như các vấn đề toán học thông thường mà người ta có thể giải quyết ở trường, nơi tất cả dữ liệu được cung cấp và người ta được hiểu đầy đủ về các công thức cần thiết để giải quyết chúng.
Ý tưởng này cũng được trình bày trong khái niệm về tính hợp lý bị ràng buộc, giả định rằng trong các tình huống thực tế, con người thường có một lượng thông tin hạn chế và đưa ra quyết định phù hợp với nó.

## Kiến thức khoa học
, " Tri thức là sức mạnh "]]

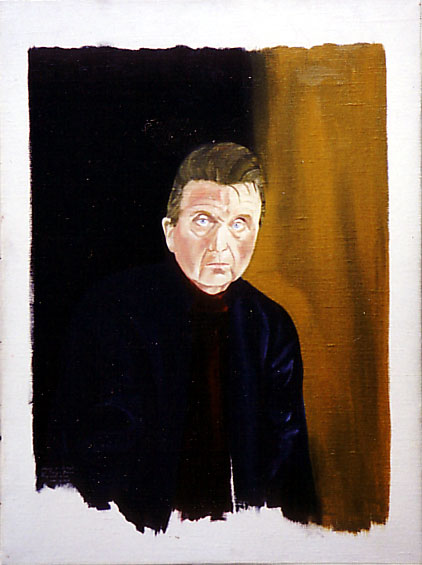
Bacon

Sự phát triển của phương pháp khoa học đã góp phần đáng kể vào cách thức có được kiến thức về thế giới vật chất và các hiện tượng của nó. Để được gọi là khoa học, một phương pháp điều tra phải dựa trên việc thu thập bằng chứng có thể quan sát và đo lường được theo các nguyên tắc cụ thể của lý luận và thử nghiệm. Phương pháp khoa học bao gồm thu thập dữ liệu thông qua quan sát và thử nghiệm, và xây dựng và kiểm tra các giả thuyết. Khoa học, và bản chất của kiến thức khoa học cũng đã trở thành chủ đề của triết học. Khi khoa học đã phát triển, kiến thức khoa học hiện nay bao gồm việc sử dụng rộng rãi hơn  trong các ngành khoa học mềm như sinh học và khoa học xã hội - được thảo luận ở nơi khác như siêu nhận thức luận, hay nhận thức di truyền, và ở một mức độ nào đó liên quan đến " lý thuyết phát triển nhận thức ". Lưu ý rằng " nhận thức luận " là nghiên cứu về kiến thức và làm thế nào nó có được. Khoa học là "quá trình được sử dụng hàng ngày để hoàn thành logic những suy nghĩ thông qua suy luận về các sự kiện được xác định bằng các thí nghiệm được tính toán." Sir Francis Bacon rất quan trọng trong sự phát triển lịch sử của phương pháp khoa học; các công trình của ông đã thiết lập và phổ biến một phương pháp quy nạp cho nghiên cứu khoa học. Câu cách ngôn nổi tiếng của ông, " kiến thức là sức mạnh ", được tìm thấy trong Thiền định Sacrae (1597).
Cho đến thời gian gần đây, ít nhất là theo truyền thống phương Tây, người ta chỉ đơn giản chấp nhận rằng kiến thức là thứ chỉ được sở hữu bởi con người - và có lẽ là con người trưởng thành ở đó. Đôi khi khái niệm có thể kéo dài đến Xã hội như vậy, như trong "kiến thức được sở hữu bởi văn hóa Coplic" (trái ngược với các thành viên riêng lẻ của nó), nhưng điều đó cũng không được đảm bảo. Cũng không bình thường để xem xét kiến thức vô thức theo bất kỳ cách có hệ thống nào cho đến khi phương pháp này được Freud phổ biến.
Các lĩnh vực sinh học khác nơi "kiến thức" có thể được cho là cư trú, bao gồm: (iii) hệ thống miễn dịch và (iv) trong DNA của mã di truyền. Xem danh sách bốn "lĩnh vực nhận thức luận": Popper, (1975); và Traill (2008: Bảng   S, p.   31) - cũng là tài liệu tham khảo của cả hai trỏ tới Niels Jerne.
Những cân nhắc như vậy dường như đòi hỏi một định nghĩa riêng về "kiến thức" để bao quát các hệ thống sinh học. Đối với các nhà sinh học, kiến thức phải có sẵn cho hệ thống, mặc dù hệ thống đó không cần phải có ý thức. Do đó, tiêu chí dường như là:
- Hệ thống này rõ ràng nên năng động và tự tổ chức (không giống như một cuốn sách chỉ ngày của riêng mình).
- Kiến thức phải tạo thành một số loại đại diện của "thế giới bên ngoài",[26] hoặc các cách đối phó với nó (trực tiếp hoặc gián tiếp).
- Một số cách phải tồn tại để hệ thống truy cập thông tin này đủ nhanh để nó tỏ ra hữu ích.

Kiến thức khoa học có thể không liên quan đến yêu cầu về sự chắc chắn, duy trì sự hoài nghi có nghĩa là một nhà khoa học sẽ không bao giờ chắc chắn tuyệt đối khi họ đúng và khi không. Do đó, một sự trớ trêu của phương pháp khoa học đúng đắn mà người ta phải nghi ngờ ngay cả khi chính xác, với hy vọng rằng thực tiễn này sẽ dẫn đến sự hội tụ lớn hơn về sự thật nói chung.

## Ý nghĩa tôn giáo của tri thức
Trong nhiều biểu hiện của Kitô giáo, như Công giáo và Anh giáo, kiến thức là một trong bảy món quà của Chúa Thánh Thần.
Cây tri thức về thiện và ác trong Cựu Ước chứa đựng kiến thức ngăn cách Con người với Thiên Chúa: "Và Chúa đã phán, Này, con người trở thành một trong chúng ta, để biết điều thiện và điều ác... " (Genesis 3:22)
Trong thuyết ngộ đạo, kiến thức thiêng liêng hoặc gnosis được hy vọng sẽ đạt được.
विद्या दान (Vidya Daan) tức là chia sẻ kiến thức là một phần chính của Daan, một nguyên lý của tất cả các tôn giáo Dharmic. Kinh thánh Ấn Độ giáo trình bày hai loại kiến thức, Paroksh Gyan và Prataksh Gyan. Paroksh Gyan (cũng đánh vần là Paroksha -Jnana) là kiến thức đã qua sử dụng: kiến thức thu được từ sách, tin đồn, v.v. Pratyaksh Gyan (cũng đánh vần là Pratyaksha-Jnana) là kiến thức được sinh ra từ kinh nghiệm trực tiếp, tức là kiến thức mà người ta tự khám phá ra. Jnana yoga ("con đường tri thức") là một trong ba loại yoga chính được giải thích bởi Krishna trong Bhagavad Gita. (Nó được so sánh và đối chiếu với Bhakti Yoga và Karma yoga.)
Trong Hồi giáo, kiến thức (tiếng Ả Rập: علم, ilm) được gán cho ý nghĩa lớn lao. "Sự hiểu biết" (al-ʿAlīm) là một trong 99 cái tên phản ánh các thuộc tính riêng biệt của Thiên Chúa. Kinh Qur'an khẳng định rằng kiến thức đến từ Thiên Chúa (Qur'an 2:239 ) và nhiều hadith khuyến khích việc tiếp thu kiến thức. Muhammad được báo cáo đã nói "Tìm kiếm kiến thức từ cái nôi đến ngôi mộ" và "Quả thật, những người hiểu biết là những người thừa kế của các nhà tiên tri". Các học giả Hồi giáo, thần học và luật gia thường được trao danh hiệu Alim, có nghĩa là "có kiến thức". 
Theo truyền thống Do Thái, kiến thức (tiếng Do Thái: דעת da'ath) được coi là một trong những đặc điểm quý giá nhất mà một người có thể có được. Người Do Thái quan sát đọc ba lần một ngày trong Amidah "Hãy ủng hộ chúng tôi với kiến thức, sự hiểu biết và sự thận trọng đến từ bạn. Cao quý là bạn, Existent-One, người cung cấp kiến thức duyên dáng. " Người Tanakh tuyên bố: "Một người khôn ngoan có được sức mạnh và một người có kiến thức duy trì quyền lực" và "kiến thức được chọn hơn vàng".

## Phân loại
Tri thức có 2 dạng tồn tại chính là tri thức ẩn và tri thức hiện.
- Tri thức hiện là những tri thức được giải thích và mã hóa dưới dạng văn bản, tài liệu, âm thanh, phim, ảnh,... thông qua ngôn ngữ có lời hoặc không lời, nguyên tắc hệ thống, chương trình máy tính, chuẩn mực hay các phương tiện khác. Đây là những tri thức đã được thể hiện ra ngoài và dễ dàng chuyển giao, thường được tiếp nhận qua hệ thống giáo dục và đào tạo chính quy.
- Tri thức ẩn là những tri thức thu được từ sự trải nghiệm thực tế, dạng tri thức này thường ẩn trong mỗi cá nhân và rất khó "mã hóa" và chuyển giao, thường bao gồm: niềm tin, giá trị, kinh nghiệm, bí quyết, kỹ năng... VD: Trong bóng đá, các cầu thủ chuyên nghiệp có khả năng cảm nhận bóng rất tốt. Đây là một dạng tri thức ẩn, nó nằm trong mỗi cầu thủ. Nó không thể "mã hóa" thành văn bản, không thể chuyển giao, mà người ta chỉ có thể có bằng cách tự mình luyện tập.

## Các hình thức chia sẻ tri thức
Dựa vào sự phân loại tri thức, có thể chia các hình thức chia sẻ tri thức thành bốn dạng chính:
- Ẩn - Ẩn: Khi người chia sẻ và người tiếp nhận giao tiếp trực tiếp với nhau (ví dụ: học nghề, giao tiếp, giảng bài...) thì việc tiếp nhận này là từ tri thức ẩn thành tri thức ẩn. Tri thức từ người này không qua trung gian mà chuyển ngay thành tri thức của người kia.
- Ẩn - Hiện: Một người mã hóa tri thức của mình ra thành văn bản hay các hình thức hiện hữu khác thì đó lại là quá trình tri thức từ ẩn (trong đầu người đó) trở thành hiện (văn bản, tài liệu, v.v.).
- Hiện - Hiện: Tập hợp các tri thức hiện đã có để tạo ra tri thức hiện khác. Quá trình này được thể hiện qua việc sao lưu, chuyển giao hay tổng hợp dữ liệu.
- Hiện - Ẩn: Tri thức từ dạng hiện trở thành dạng ẩn. Điển hình quá trình này là việc đọc sách. Học sinh đọc sách (tri thức hiện) và rút ra được các bài học, tri thức cho mình (ẩn).

Tri thức có bốn cấp bậc:
- Nắm bắt được những hình ảnh (eikasia)
- Nhận thức những sự vật khả giác đi cùng với sự tín nhiệm vào thực tại các đối tượng nhận được từ các giác quan (pistis)
- Tri thức về những thực thể toán học qua tiến trình suy lý (dianoia)
- Tri thức trực tiếp và trực giác về ý tưởng thuần túy (noesis)

## Quản trị tri thức
Quản trị tri thức xem xét tri thức như là hình thức cao hơn của quản trị thông tin trong đó thông tin đã được tập hợp, xử lý, lưu trữ, chia sẻ và sử dụng.